# Moștenire (Star Trek: Generația următoare)
„Moștenire” (titlu original: „Legacy”) este al 6-lea episod din al patrulea sezon al serialului TV american științifico-fantastic Star Trek: Generația următoare și al 80-lea episod în total. A avut premiera la 29 octombrie 1990.
Episodul a fost regizat de Robert Scheerer după un scenariu de Joe Menosky. 

## Prezentare
Sora Tashei Yar, Ishara, dorește să readucă ordinea în colonia lor măcinată de conflicte. 

## Actori ocazionali
- Beth Toussaint - Ishara Yar
- Don Mirault - Hayne
- Colm Meaney - Miles O'Brien
- Vladimir Velasco - Tan Tsu
- Christopher Michael - Coalition Lieutenant